# Henrietta Lacks

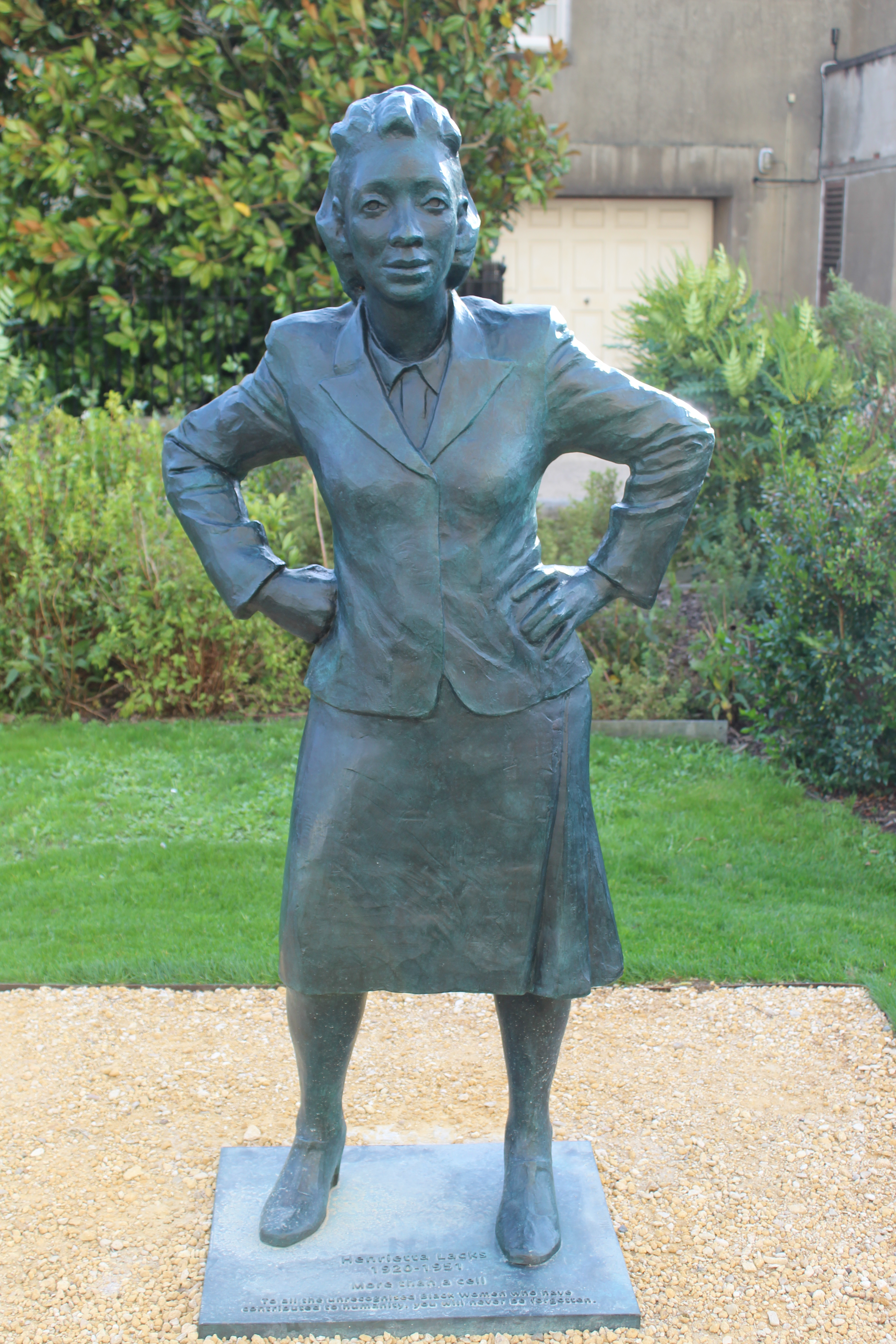
Standbeeld van Henrietta Lacks

Henrietta Lacks (Roanoke, 18 augustus 1920 – Baltimore, 4 oktober 1951) was een Afro-Amerikaanse vrouw die aan de basis lag van de HeLa-cellijn. Terwijl ze aan baarmoederhalskanker leed, werden zonder haar medeweten cellen van deze kanker in cultuur gebracht. Kort nadien zou ze aan deze kanker overlijden. De HeLa-cellijn wordt nog steeds wereldwijd gebruikt voor wetenschappelijk onderzoek.

## Levensloop
Henrietta Lacks werd geboren als Loretta Pleasant. Ze was de dochter van Eliza Pleasant (1886–1924) en John Randall Pleasant (1881–1969). Het is niet bekend waarom de voornaam later in Henrietta (roepnaam Hennie) veranderd werd. Moeder Eliza stierf bij de geboorte van haar tiende kind, in 1924. Henrietta en de andere kinderen werden verder opgevoed door de familie van hun moeder. Henrietta kwam zo terecht bij haar grootvader, Tommy Lacks, in Clover (Virginia).
In 1935 kreeg ze met haar neef David "Day" Lacks (1915–2002) een zoon, Lawrence. In 1939 volgde een dochter, Elsie. In 1941 huwden Henrietta en David. Kort daarna verhuisden ze naar Turners Station nabij Baltimore. Daarna kreeg ze nog drie kinderen: David "Sonny" Jr. (1947), Deborah (1949) en Joseph "Joe" (1950), die later zijn naam veranderde in Zakariyya Bari Abdul Rahman.
In 1951 werd baarmoederhalskanker vastgesteld bij Henrietta. Tijdens haar behandeling in Johns Hopkins Hospital in Baltimore werden, zonder haar medeweten, cellen van de tumor bij haar weggenomen. Deze werden door George Otto Gey in cultuur gebracht, wat aanleiding zou geven tot de HeLa-cellijn. De behandeling was niet succesvol en Henrietta's toestand verslechterde. Ze stierf in Johns Hopkins Hospital op 4 oktober 1951. Een autopsie wees nadien uit dat de kanker volledig uitgezaaid was. Ze werd begraven in Clover, op de plaats waar de meeste van haar familieleden begraven werden. Pas in 2010 zou ze een grafsteen krijgen.

## HeLa
De tumorcellen bleken uitstekend te groeien in het laboratorium. Doordat ze zich onbeperkt verder kunnen blijven delen, wordt het een "onsterfelijke" cellijn genoemd. Wetenschappers probeerden in de eerste helft van de twintigste eeuw al tientallen jaren menselijke cellen te laten groeien in hun onderzoekscentra, maar zonder succes. De cellen deelden zich een paar keer en stierven dan al na enkele dagen, voor er enig diepgaand onderzoek op kon worden gedaan.
Deze nieuwe cellijn kreeg de naam HeLa, bestaande uit de eerste letters van de voor- en achternaam van Henrietta Lacks. Deze cellen worden nog steeds wereldwijd gebruikt in wetenschappelijk onderzoek. HeLa-cellen zijn onder meer van belang geweest bij het ontwikkelen van het poliovaccin, chemotherapie, klonen, genkartering en in-vitrofertilisatie. In 2009 waren er reeds meer dan 60.000 wetenschappelijke artikelen gepubliceerd over onderzoek met HeLa-cellen, en dat aantal nam nog steeds toe met meer dan 300 artikelen per maand.

### Nobelprijs
Er zijn minstens twee Nobelprijzen toegekend voor onderzoek met HeLa-cellen.
- De Duitse viroloog Harald zur Hausen kreeg voor de ontdekking van het verband tussen baarmoederhalskanker en het humaan papillomavirus (HPV) in 2008 de Nobelprijs voor Geneeskunde. Dat bleek ook de oorzaak te zijn van de zeer agressieve kanker die Henrietta Lacks het leven heeft gekost. Die ontdekking heeft geleid tot vaccins tegen HPV. Zur Hausen deelde die prijs met de ontdekkers van het hiv-virus, de Franse virologen Luc Montagnier en Françoise Barre-Sinoussi. Door gebruik van HeLa-cellen konden ze dit virus isoleren.
- In 2009 ging de Nobelprijs voor Geneeskunde naar de Amerikaanse biologen Elizabeth Blackburn, Carol Greider en Jack Szostak voor hun ontdekking van de rol van telomeren en het enzym telomerase bij de bescherming van chromosomen. Bij HeLa-cellen en andere kankercellen bleek het enzym een oorzaak te zijn dat die cellen zich eindeloos kunnen blijven delen.

## Erkenning
De familie van Henrietta Lacks was aanvankelijk niet op de hoogte van het bestaan van de HeLa-cellijn. Haar identiteit was aanvankelijk ook niet bekend bij de wetenschappelijke onderzoekers. Soms werd de HeLa-cellijn verbonden aan de naam Helen Lane of Helen Larson. In 1971 verscheen een artikel in het wetenschappelijk tijdschrift Obstetrics and Gynecology waarin haar echte naam werd genoemd. Later kwam ook de familie van Henrietta Lacks dit te weten. In 1997 zond de BBC een documentaire uit over Henrietta Lacks en de HeLa-cellijn.
De Amerikaanse schrijfster Rebecca Skloot publiceerde in 2010 een boek over het leven van Henrietta, haar familie en de HeLa-cellen, getiteld The Immortal Life Of Henrietta Lacks. Skloot startte het Henrietta Lacks Foundation op, waaraan ze een deel van de opbrengst van haar boek schonk en waaraan ook wetenschappers en lezers geld doneerden. De stichting zorgt voor studiebeurzen en ziekteverzekering voor de nakomelingen van Henrietta Lacks.
In mei 2010 kreeg het graf van Henrietta Lacks uiteindelijk een grafsteen, geschonken door Dr. Roland Pattillo van het Morehouse School of Medicine, nadat hij het boek van Skloot 
gelezen had.
Eveneens in mei 2010 kondigde het televisienetwerk Home Box Office aan dat Oprah Winfrey en Alan Ball samen een film zouden maken voor Home Box Office over Henrietta Lacks, gebaseerd op het boek van Skloot. Deze film, geregisseerd door George C. Wolfe, kwam uit in 2017.
Ook in 2017 werd door de Internationale Astronomische Unie een kleine planetoïde in de planetoïdengordel naar haar vernoemd.

### Privacy
Toen in 2013 het gehele genoom van de HeLa-cellen gepubliceerd werd zonder dat de familie dat wist, vond de familie dat haar privacy was geschonden en de kleinkinderen van Lacks contacteerden het European Molecular Biology Laboratory en vroegen de onderzoekers de publicatie in te trekken. De auteurs verontschuldigden zich en blokkeerden de toegang tot de genetische sequentie van de cellen. 
Nog in 2013 was een studie naar de sequentie van de HeLa-cellen door de University of Washington aanvaard voor publicatie, maar die werd uitgesteld in afwachting van overleg met de familie. De familie en Rebecca Skloot overlegden met de directeur en vicedirecteur van de National Institutes of Health (NIH) en wetenschappers en ethici van Johns Hopkins-universiteit en er werd overeengekomen dat de gegevens over het genoom alleen toegankelijk zouden zijn voor wetenschappers die toestemming gevraagd en gekregen hadden. In het NIH-comité dat de aanvragen beoordeelt, zitten twee afgevaardigden van de Lacks-familie. Wetenschappers die de gegevens gebruiken, moeten de familie erkennen in hun publicatie. Over een financiële compensatie van de familie werd geen akkoord bereikt.

### Rechtszaak
In 2021 dienden Lacks' afstammelingen een klacht in tegen het laboratorium Thermo Fisher Scientific omdat ze nooit een deel van de grote winsten ontvangen hadden, die het bedrijf maakte met het doorverkopen van haar cellen. In augustus 2023 troffen beide partijen een schikking.

## Bescherming patiënten
De zaak van Henrietta Lacks had ook invloed op het uitvaardigen van de zogenoemde Common Rule in 1981. Deze ethische regelgeving verplicht een 'verklaring van vrijwillige toestemming' (informed consent) als dokters van plan zijn gegevens van een patiënt te gebruiken in hun onderzoek. De dokters moeten de patiënten daarvan op de hoogte brengen en de patiënten hebben de keuze of de dokters details mogen bekendmaken of niet. Zo heeft Lacks niet alleen de wetenschap enorme diensten bewezen, maar jaren na haar dood ook de privacy van patiënten helpen beschermen.  
Naar weefselstalen wordt sinds de invoering van de Common Rule ook niet meer verwezen met de initialen van de donor, maar er worden nu codenummers gebruikt.